# Бахофен, Иоганн Якоб
Иоганн Якоб Бахофен (нем. Johann Jakob Bachofen; 22 декабря 1815[…], Базель — 25 ноября 1887[…], Базель) — швейцарский учёный, этнограф, юрист, антиковед, религиовед. Внёс крупный вклад в теорию социальной эволюции, науки о родстве, семье. Изучал первобытное общество.

## Биография
Родился 22 декабря 1815 года в Базеле, в богатой семье. Отец, Иоганн Якоб Бахофен-Мериан, в 1825 году построил восточный из двух зданий, в котором ныне располагается Базельский музей древностей.
С 1834 года он начал учиться в Базельском университете, в 1835 году перешёл в Берлинский университет. На зимний семестр 1837/1838 года он отправился в Гёттингенский университет, где состоялось его знакомство с юристом Густавом Гуго и, прежде всего, с классическим филологом и археологом Карлом Отфридом Мюллером.
В 1839 году он получил докторскую степень в Базеле, защитив диссертацию De Romanorum iudiciis civilibus о римских гражданских судах. В 1839—1840 годах он проходил практику в Париже и Лондоне, учился в Кембриджском университете.
Вернувшись в 1841 году на родину, он занял кафедру римского права в Базельском университете, но почти сразу же отказался от должности и жалованья и продолжал преподавать в качестве частного лектора до 1842 года, а затем полностью прекратил преподавание. В 1844 году был избран членом базельского апелляционного суда, в котором оставался до 1866 года.
По инициативе Отто Яна в 1857 году Бахофен стал членом Германского археологического института.
В 1884 году Бахофен заказал себе мраморный бюст, созданный Рихардом Кисслингом, учеником базельского скульптора Фердинанда Шлёта (ныне находится в Художественном музее Базеля).
В 1865 году женился на Луизе Элизабет Бахофен-Буркхардт (1845—1920). В 1870 году купил дом «Zur St. Johanns-Capelle» на Мюнстерплац, в котором скончался 25 ноября 1887 года. Был похоронен на кладбище Вольфготтезаккер.
Бахофен собрал небольшую коллекцию произведений искусства, которую его жена Луиза Элизабет, страстный коллекционер произведений искусства, значительно расширила после смерти мужа.

## Научная деятельность
Стал известен благодаря своим трудам о происхождении семьи. Занимаясь исследованием остатков доисторического быта у италийских народов, он открыл в сабинских мифах и древнеримских сказаниях следы материнского господства (матриархата).
И. Бахофен выдвинул в работе «Теория материнского права» следующие положения:
- у людей первоначально существовали ничем не ограниченные половые отношения, которые он обозначает термином гетеризм;
- такие отношения исключают всякую возможность достоверно установить отца, и поэтому происхождение можно было определять лишь по женской линии — согласно материнскому праву, — как первоначально это и было у всех народов древности;
- вследствие этого женщины как матери, как единственные достоверно известные родители молодого поколения пользовались высокой степенью уважения и почета, доходившей до полного господства женщин (гинекократии);
- переход к единобрачию, при котором женщина принадлежала исключительно одному мужчине, таил в себе нарушение древнейшей религиозной заповеди (то есть фактически нарушение исконного права остальных мужчин на эту женщину), нарушение, которое требовало искупления или допускалось при условии выкупа, состоявшего в том, что женщина в течение определённого времени должна была отдаваться посторонним.

По характеристике этнолога А. Н. Максимова, данной в начале XX в., «Книга Бахофена в момент её появления мало обратила на себя внимания, да и до сих пор даже многие специалисты предпочитают знакомиться с нею из вторых рук. Написана она чрезвычайно тяжело, в общих научных взглядах автора чувствуется какое-то влечение к мистике и символике, следить за его аргументацией чрезвычайно трудно, и, наконец, главный материал, положенный в основу его выводов, — древние мифы, которые он анализирует очень детально, но не всегда достаточно научно».

### Переводы на русский язык
- Материнское право // Классики мирового религиоведения. Антология. Т. 1 / Пер. Е. В. Рязановой; Сост. и общ. ред. А. Н. Красникова. — М.: Канон+, 1996. — С. 217—267. — ISBN 5-88373-036-1. — История философии в памятниках)
- Матриархат // Сборник эссе, автобиографические очерки / Перевод и коррекция. И. Сахарчук. Общ. редакция Андреас Часовски — CHAOSSS/PRESS, 2018. — 442 с.
- Материнское право: исследование о гинекократии древнего мира в соответствии с её религиозной и правовой природой : [в трех томах]. Перевод с немецкого Д. К. Трубчанинова, перевод с латинского А. В. Войцехович, перевод с древнегреческого Т. А. Сениной (монахини Кассии). — Т. 1. — СПб., 2018. — 382 с. : ил. — ISBN 978-5-7164-0761-9; Т. 2. СПб.,2019. — 349 с. — ISBN 978-5-7164-0980-4.